# 顺安县 (辽)
顺安县，中国古县名。
辽朝时置，治所在今辽宁省阜新市东北塔营子村古城，属懿州。元朝时废。